# Gríva
Gríva är en ort i Grekland.   Den ligger i prefekturen Nomós Kilkís och regionen Mellersta Makedonien, i den norra delen av landet, 300 km norr om huvudstaden Aten. Gríva ligger 445 meter över havet och antalet invånare är 779.
Terrängen runt Gríva är varierad. Runt Gríva är det ganska glesbefolkat, med 30 invånare per kvadratkilometer. Närmaste större samhälle är Giannitsá, 18,0 km söder om Gríva. 